# ヤヌシュ・キエジュコヴスキ
ヤヌシュ・カジミェシュ・キエジュコヴスキ（ポーランド語: Janusz Kazimierz Kierzkowski、1947年2月26日 - ）は、ポーランド、ボレク出身の元自転車競技（トラックレース）選手。
本名は、ヤヌシュ・カジミエジュ・キエジュコヴスキ（Janusz Kazimierz Kierzkowski）。

## 来歴
1968年
- メキシコシティオリンピック
  -  1kmタイムトライアル(1kmTT) 3位

1969年
- ポーランド選手権 スプリント 優勝

1973年
- トラックレース世界選手権・1kmTT 優勝

1974年
- トラックレース世界選手権・1kmTT 3位

1975年
- トラックレース世界選手権・1kmTT 3位